# Edgar Longuet
Edgar Marcel Longuet (18 de agosto de 1879 - 12 de diciembre de 1950), nieto de Karl Marx, fue un médico y activista socialista francés.

## Biografía
Longuet nació en Ramsgate, Reino Unido, hijo de Charles Longuet y Jenny Caroline Marx, hija de Karl Marx. Su apodo, "Wolf" (Lobo) se le dio cuando era un niño pequeño y se refería a su ansia de comida. La familia se mudó a Francia cuando Edgar tenía 18 meses, convirtiéndose en su hogar.
Participó activamente en el movimiento obrero francés y en 1905 se unió al Partido Socialista, apoyando a Jules Guesde. Dejó a los socialistas en 1937, y en 1938 se convirtió en miembro del Partido Comunista Francés, en el que era una figura activa. Políticamente, era un 'estalinista' y admiraba a la Unión Soviética. En 1948, Longuet donó un daguerrotipo al Instituto de Marxismo-Leninismo en el Comité Central del PCUS en Moscú que representaba a su abuelo Karl Marx con sus hijas Jenny (la madre de Longuet), Eleanor y Laura y el amigo de la familia Friedrich Engels. En el mismo año participó en la celebración del centenario del Manifiesto comunista en la Unión Soviética y en la República Popular de Polonia, que su abuelo Karl Marx y Friedrich Engels habían escrito. 
Longuet vivía en Alfortville, un suburbio de París. Trabajó como médico, ejerciendo hasta poco antes de su muerte en 1950.
Edgar Longuet fue el padre del pintor Frédéric Longuet y el político Paul Longuet. Su hermano Jean también era un socialista activo y miembro de la Cámara de Diputados de Francia.

## Obras
- Some pages of the family life of Karl Marx. In: Mohr and General. Memories of Marx and Engels. Dietz Verlag, Berlin 1964, pp. 359-374